# Biloela
Biloela är en ort i Australien. Den ligger i kommunen Banana och delstaten Queensland, omkring 420 kilometer nordväst om delstatshuvudstaden Brisbane.
Trakten runt Biloela är nära nog obefolkad, med mindre än två invånare per kvadratkilometer.. Biloela är det största samhället i trakten.
Omgivningarna runt Biloela är huvudsakligen savann.  Genomsnittlig årsnederbörd är 1 078 millimeter. Den regnigaste månaden är januari, med i genomsnitt 245 mm nederbörd, och den torraste är juli, med 33 mm nederbörd.